# Cod ATC A16
Codul ATC A16 Alte produse pentru tractul digestiv și metabolism este o parte a sistemului de clasificare anatomică, terapeutică și chimică a medicamentelor, un sistem dezvoltat de către Organizația Mondială a Sănătății (OMS) pentru clasificarea medicamentelor și a altor produse medicinale. Subgrupul A16 este o parte a grupului A Tract digestiv și metabolism.
Codurile pentru preparatele de uz veterinar sunt create prin alipirea literei Q în fața codului ATC corespunzător produsului pentru uz uman; de exemplu, QA16. Codurile ATCvet care nu au un cod ATC corespunzător produsului de uz uman sunt citate începând cu Q în lista următoare.

## A 16 A Alte produse pentru tractul digestiv și metabolism

### A 16 AA Aminoacizi și derivați
A 16 AA 01 Levocarnitină
A 16 AA 02 Ademetionină
A 16 AA 03 Levoglutamidă
A 16 AA 04 Mercaptamină
A 16 AA 05 Acid carglumic
A 16 AA 06 Betaină
A 16 AA 07 Metreleptină
A 16 AA 08 Levocarnitină, combinații

### A 16 AB Enzime
A 16 AB 01 Alglucerază
A 16 AB 02 Imiglucerază
A 16 AB 03 Alfa-agalzidază
A 16 AB 04 Beta-agalzidază
A 16 AB 05 Laronidază
A 16 AB 06 Sacrozidază
A 16 AB 07 Alfa-alglucozidază
A 16 AB 08 Galsulfază
A16AB09 Idursulfază
A16AB10 Alfa-velaglucerază
A16AB11 Alfa-taliglucerază
A16AB12 Alfa-Elosulfază
A16AB13 Alfa-Asfotază
A16AB14 Alfa-Sebelipază
A16AB15 Alfa-Velmanază
A16AB16 Beta-Idursulfază
A16AB17 Alfa-Cerliponază
A16AB18 Alfa-Vestronidase
A16AB19 Alfa-Pegvaliază

### A 16 AX Produse diverse pentru tractul digestiv și metabolism
A 16 AX 01 Acid tioctic
A 16 AX 02 Anetol tritionă
A 16 AX 03 Fenilbutirat de sodiu
A 16 AX 04 Nitisinonă
A 16 AX 05 Acetat de zinc
A 16 AX 06 Miglustat
A16AX07 Sapropterină
A16AX08 Teduglutidă
A16AX09 Fenilbutirat de glicerol
A16AX10 Eliglustat
A16AX11 Benzoat de sodiu
A16AX12 Trientină
A16AX13 Uridină, triacetat
A16AX14 Migalastat
A16AX15 Telotristat